# Сен-Пьер-сюр-Див (кантон)
Сен-Пьер-сюр-Див (фр. Saint-Pierre-sur-Dives) — упраздненный кантон во Франции, находился в регионе Нижняя Нормандия. Департамент кантона — Кальвадос. Входил в состав округа Лизьё. Население кантона на 2006 год составляло 7791 человек.
Код INSEE кантона 1429. Всего в кантон Сен-Пьер-сюр-Див входило 13 коммун, из них главной коммуной являлась Сен-Пьер-сюр-Див.

## Коммуны кантона
- Буассе — население 164 чел.
- Бретвиль-сюр-Див — население 303 чел.
- Иевиль — население 282 чел.
- Л’Удон — население 1543 чел.
- Миттуа — население 167 чел.
- Монвьет — население 170 чел.
- Увиль-ла-Бьен-Турне — население 222 чел.
- Сент-Маргерит-де-Вьет — население 409 чел.
- Сен-Жорж-ан-Ож — население 96 чел.
- Сен-Пьер-сюр-Див — население 3647 чел.
- Тьевиль — население 302 чел.
- Водлож — население 194 чел.
- Вьё-Понт-ан-Ож — население 292 чел.